# Cyphia gamopetala
Cyphia gamopetala är en klockväxtart som beskrevs av Jacques Duvigneaud och Denaeyer. Cyphia gamopetala ingår i släktet Cyphia, och familjen klockväxter.
Artens utbredningsområde är Kongo-Kinshasa. Inga underarter finns listade i Catalogue of Life.